# Coppa delle Nazioni Juniors UCI 2018
La Coppa delle Nazioni Juniors UCI 2018 è stata l'undicesima edizione della competizione organizzata dalla Unione Ciclistica Internazionale, riservata agli atleti con meno di 19 anni. Comprende nove gare ed è riservata alle squadre nazionali. La classifica finale è stata vinta dalla squadra belga, al secondo posto la Norvegia e a chiudere il podio il team italiano.

## Calendario
| Data           | Gara                         | Vincitore                | Vincitore (Nazioni) | Leader (Nazioni) |
| -------------- | ---------------------------- | ------------------------ | ------------------- | ---------------- |
| 25 marzo       | Gand-Wevelgem Juniors        | Samuele Manfredi         |                     |                  |
| 8 aprile       | Paris-Roubaix Juniors        | Lewis Askey              |                     |                  |
| 3-6 maggio     | Corsa della Pace Juniors     | Remco Evenepoel          |                     |                  |
| 19-20 maggio   | Trophée Centre Morbihan      | Remco Evenepoel          |                     |                  |
| 24-27 maggio   | Tour du Pays de Vaud         | Mattias Skjelmose Jensen |                     |                  |
| 7-10 giugno    | Trofeo der Gemeinde Gersheim | Søren Wærenskjold        |                     |                  |
| 7-8 luglio     | Grand Prix Général Patton    | Remco Evenepoel          |                     |                  |
| 17-22 luglio   | Tour de l'Abitibi            | Riley Sheehan            |                     |                  |
| 31-4 settembre | Tour de DMZ                  | Gleb Brussenskiy         |                     | Belgio           |

## Classifica finale
| Pos. | Nazione     | Punti |
| ---- | ----------- | ----- |
| 1    | Belgio      | 213   |
| 2    | Norvegia    | 190   |
| 3    | Italia      | 185   |
| 4    | Stati Uniti | 168   |
| 5    | Germania    | 163   |
| 6    | Danimarca   | 156   |
| 7    | Francia     | 121   |
| 8    | Paesi Bassi | 92    |
| 9    | Rep. Ceca   | 88    |
| 10   | Kazakistan  | 85    |